# Motore in corrente alternata
Il motore a corrente alternata è un motore elettrico in grado di funzionare utilizzando corrente alternata.

## Introduzione
Ne esistono vari tipi:
- il motore monofase viene alimentato con corrente alternata e con due soli conduttori (fase e neutro oppure fase/fase)
- il motore universale è un tipo particolare di motore in corrente continua adattato per essere alimentato in corrente alternata (con fase e neutro)
- il motore trifase è un motore alimentato con corrente alternata con 3 conduttori di fase.

## Con solo avvolgimento statorico
Questi motori sono tra i più usati per questo tipo d'alimentazione e si dividono per vari aspetti.

### Numero delle fasi

#### Motore monofase
Il motore monofase è un motore asincrono con rotore avvolto o a gabbia in corto circuito; poiché però non si ha a disposizione un campo rotante, come nel caso del motore trifase, deve essere provvisto di un dispositivo di avviamento.

##### Avviamento manuale
Nel tipo più semplice del motore monofase, l'avviamento è manuale: a partire da un certo numero di giri il motore stesso si muove poi in direzione d'avviamento fino ad un numero di giri nominale. Per cambiare la direzione dei giri il motore deve essere fermato e avviato nella direzione opposta.

##### Avviamento autonomo
I motori a movimento autonomo, sono dei motori bifasici alimentati con una sola fase, vengono avviati creando un campo rotante artificiale, tramite spostamento di fase elettrico o magnetico.
Nel primo caso, il motore ha un avvolgimento principale ed uno ausiliario. Mentre il primo è connesso direttamente alla rete, il secondo ha una resistenza, un condensatore (il caso più comune) o un'induttanza in serie che causa uno spostamento di fase elettrico nell'avvolgimento ausiliario. Lo spostamento di fase permette così la creazione di un campo rotante ellittico sufficiente all'azionamento del motore ma che pregiudica la silenziosità di funzionamento. Per aumentare la coppia di spunto all'avviamento, può essere connesso il condensatore di avviamento che viene disinserito ad un certo numero di giri mediante un interruttore centrifugo o da un relè di massima corrente o anche tramite pastiglia PTC per motori di piccola taglia. Il motore con due avvolgimenti è anche chiamato bifase o bifase mascherato da monofase per il fatto che è alimentato comunque da una sorgente monofase,
In un motore a poli spaccati (detto anche motore monofase a poli schermati) il campo rotante deriva da uno spostamento di fase magnetico, ottenuto tramite campi magnetici temporaneamente aggiunti. Il polo del montante viene separato e una metà viene provvista con un anello in corto circuito, in modo da potervi costruire un campo magnetico ritardato.

#### Motore trifase
Anche i motori asincroni trifase possono essere azionati con una rete trifase, ma anche con una rete monofase quando vengono azionati da condensatori (azionamento a scalpellino), ma in questo secondo caso il motore perde molto in prestazioni meccaniche ed affidabilità.
Un'altra possibilità è l'azionamento con convertitori statici o dinamici di frequenza (inverter) che raddrizzano la tensione alternata e la mutano successivamente in corrente trifase.
Con questi si può anche variare il numero di giri in un campo ampio.
Un tipo particolare di motore a corrente alternata è il motore a riluttanza, che contrariamente al normale motore asincrono si stabilizza ad una velocità sincrona.

### Tipo di sincronismo
I motori in corrente alternata si possono classificare in base alla diversa velocità di rotazione del rotore rispetto al campo magnetico dello statore.

#### Motore asincrono
Il rotore ruota a una velocità minore rispetto al campo magnetico statorico.

#### Motore sincrono
Il rotore ruota alla stessa velocità del campo magnetico statorico.

### Numero delle velocità
I motori elettrici in corrente alternata, possono avere diverse velocità di rotazione, tramite l'uso di più avvolgimenti:
- Monovelocità, utilizza un solo avvolgimento (statorico)
- Bivelocità, utilizza due avvolgimenti (statorici), dove è alimentato l'uno o l'altro avvolgimento

## Motore CC universale
Grazie al motore universale è stato possibile utilizzare il motore CC con correnti alternate, questo si deve grazie allo statore che invece di essere realizzato non con magneti permanenti viene realizzato similmente al rotore, con avvolgimenti su materiale ad alta permeabilità in cui viene fatta passare una corrente: questo circuito è detto di eccitazione. In questo modo si rende tale motore funzionante anche con le correnti alternate, infatti un motore in corrente continua tradizionale non può lavorare con correnti alternate in quanto il campo rotorico s'inverte di continuo, questo fa sì che le forze tra rotore e statore non lavorino in modo congiunto, mentre nel motore universale l'inversione avviene su entrambi, permettendo un funzionamento analogo con entrambe le alimentazioni.